# Niko Hovinen
Niko Hovinen (* 16. března 1988, Helsinky, Finsko) je finský hokejový brankář hrající v týmu Admiral Vladivostok v ruské KHL.

## Kariéra

### Jokerit Helsinky (2005–2008)
Hovinen se dostal na soupisku Jokeritu ve finské nejvyšší lize v sezóně 2005-06, kdy v jednom zápase seděl na lavičce jako náhradník Joonase Hallikainena, když Tim Thomas nečekaně opustil tým den před začátkem sezóny. Poté se Hovinen vrátil mezi juniory. První start v SM-liize zažil 23. listopadu 2006 proti týmu SaiPa. Během sezóny 2007-08 působil v pozici záložního brankáře Jussiho Markkanena. Později byl přeřazen na pozici třetího brankáře, poté co před koncem základní části přišel do týmu Joni Puurula ze SaiPy. V playoff se Markkanen zranil a tak Hovinen působil v roli druhého brankáře.

### Pelicans Lahti (od roku 2008)
Po sezóně 2007-08 podepsal smlouvu s týmem Pelicans Lahti. V sezónách 2008-09 a 2009-10 chytal v pozici druhého brankáře Lahti a často hrál v nižší finské lize Mestis. Výrazněji se prosadil v sezóně 2010-11, kdy chytal jako jasná jednička týmu a na konci sezóny byl nominován do finské reprezentace na Mistrovství světa na Slovensku do role třetího brankáře a ačkoliv nechytal v žádném zápase šampionátu, tak získal zlatou medaili. 17. května 2011 podepsal dvouletou nováčkovskou smlouvu s týmem NHL: Philadelphia Flyers, s tím, že v sezóně 2011-12 zůstane v týmu Pelicans Lahti.

## Úspěchy

### Kolektivní úspěchy
- Stříbrná medaile v SM-liize - 2006-07
- Zlatá medaile na MS - 2011

## Statistiky

### Statistiky v základní části
| 2006-07          | Jokerit Helsinky      | SM-liiga         | 1   | 4.00  | 87,1 | 0  | 1  | 4   | 27   | 0  | 60   |
| 2007-08          | Jokerit Helsinky      | SM-liiga         | 4   | 12.04 | 70,6 | 0  | 2  | 25  | 60   | 0  | 125  |
| 2008-09          | Pelicans Lahti        | SM-liiga         | 21  | 3.05  | 89,0 | 6  | 11 | 57  | 463  | 2  | 1121 |
| 2009-10          | Pelicans Lahti        | SM-liiga         | 18  | 2.99  | 91,4 | 5  | 7  | 47  | 498  | 1  | 944  |
| 2010-11          | Pelicans Lahti        | SM-liiga         | 49  | 2.59  | 92,1 | 17 | 25 | 122 | 1431 | 3  | 2827 |
| 2011-12          | Pelicans Lahti        | SM-liiga         | 41  | 2.26  | 92,1 | 21 | 12 | 89  | 1036 | 5  | 2358 |
| 2012-13          | Oklahoma City Barons  | AHL              | 10  | 2.94  | 89,2 | 5  | 3  | 30  | 248  | 1  | 612  |
| 2013-14          | Metallurg Novokuzněck | KHL              | 18  | 3.01  | 91,6 | 2  | 13 | 43  | 468  | 0  | 856  |
| 2013-14          | Admiral Vladivostok   | KHL              | 7   | 2.51  | 92,1 | 1  | 4  | 16  | 186  | 0  | 383  |
| 2014-15          | Luleå HF              | SHL              | 1   | 6.00  | 69,2 | 0  | 1  | 4   | 9    | 0  | 40   |
| 2015-16          | Kärpät Oulu           | SM-liiga         | 1   | 11.30 | 50,0 | 0  | 0  | 3   | 3    | 0  | 16   |
| 2015-16          | Pelicans Lahti        | SM-liiga         | 23  | 3.28  | 87,6 | 5  | 9  | 59  | 416  | 1  | 1080 |
| 2016-17          |                       |                  | -   | -     | -    | -  | -  | -   | -    | -  | -    |
| KHL celkově      | KHL celkově           | KHL celkově      | 25  | 2.86  | 91,7 | 3  | 17 | 59  | 654  | 0  | 1239 |
| AHL celkově      | AHL celkově           | AHL celkově      | 10  | 2.94  | 89,2 | 5  | 3  | 30  | 248  | 1  | 612  |
| SM-liiga celkově | SM-liiga celkově      | SM-liiga celkově | 158 | 2.86  | 90,7 | 54 | 67 | 406 | 3934 | 12 | 8531 |

### Statistiky v play off
| 2008-09          | Pelicans Lahti   | SM-liiga         | 1  | 20.96 | 60,0 | 0 | 0 | 4  | 6   | 0 | 11  |
| 2011-12          | Pelicans Lahti   | SM-liiga         | 8  | 2.30  | 92,5 | 5 | 2 | 17 | 211 | 2 | 443 |
| 2015-16          | Pelicans Lahti   | SM-liiga         | 4  | 1.99  | 93,2 | 2 | 2 | 8  | 110 | 0 | 241 |
| SM-liiga celkově | SM-liiga celkově | SM-liiga celkově | 13 | 2.50  | 91,9 | 7 | 4 | 29 | 327 | 2 | 695 |